# Gonodontis diplodonta
Gonodontis diplodonta är en fjärilsart som beskrevs av Turner 1947. Gonodontis diplodonta ingår i släktet Gonodontis och familjen mätare. Inga underarter finns listade i Catalogue of Life.